# Claude Perrault
Claude Perrault (ur. 25 września 1613 w Paryżu, zm. 9 października 1688) – francuski lekarz i architekt barokowy.
W 1666 roku został członkiem Francuskiej Akademii Nauk. Posiadał wykształcenie medyczne (od 1641 roku miał tytuł doktora), zajmował się też matematyką, fizyką, teorią sztuki, historią naturalną i anatomią. Pomimo braku formalnego wykształcenia największą sławę zyskał jako architekt i znawca architektury starożytnej. Był współprojektantem wschodniej fasady Luwru (1667), przyczyniając się do utrwalenia stylu Ludwika XIV w architekturze. Zaprojektował m.in. Obserwatorium Paryskie (1667-1672), pałac Colberta w Sceaux w (1673-1674), łuk triumfalny na Place du Trône (obecnie Place de la Nation) i grotę Tetydy w Wersalu.
Claude Perrault przetłumaczył na język francuski dzieło rzymskiego architekta Witruwiusza O architekturze ksiąg dziesięć. W swoim komentarzu do przekładu stał na stanowisku, że piękno proporcji w architekturze jest subiektywne. Był też autorem kilku prac naukowych, m.in. traktatu na temat dźwięku (Oevres diverses de Physique et de Mécanique) oraz rozpraw o anatomii zwierząt.
Zmarł na zakażenie w 1688, po spreparowaniu wielbłąda w Jardin des Plantes.
Brat uczonego, Charles Perrault był baśniopisarzem znanym z takich utworów jak Kopciuszek i Czerwony Kapturek. Obaj uczestniczyli w sporze starożytników z nowożytnikami (Querelle des Anciens et des Modernes).

## Publikacje
- Les Murs de Troyes, ou L’origine du burlesque (1653).
- Les Dix Livres d’architecture de Vitruve, corrigez et traduits nouvellement en françois avec des notes et des figures (1673) on line
- Ordonnance des cinq espèces de colonnes selon la méthode des anciens (1683)
- Mémoires pour servir à l’histoire naturelle des animaux w Mémoires de l’Académie royale des sciences depuis 1666 jusqu’en 1699 (1671)
- Du bruit et de la musique des Anciens, extrait des Œuvres diverses de physique et de mécanique, Préface manuscrite du Traité de la musique de Claude Perrault (1721)
- Mémoires de ma vie. Voyage à Bordeaux (1669) on line